# Franquícia (privilegi)
És probable que amb el nom de franquícia s'hagi designat al principi els drets que pertanyien als homes lliures.
Quan es va establir la màxima feudal: no hi ha terra sense senyor i que la servitud va ser de dret comú, aquells que van poder exceptuar-se i sense ser senyors, sostreure's a la servitud, van posseir franquícies. Tots els comuns i especialment les ciutats emmurallades tenien franquícies, nom sota el qual es confonien freqüentment les immunitats i els privilegis. Així, el dret de percebre l'impost, de no pagar-lo més que quan havia estat consentit a fer-ho, de no rebre homes de guerra als seus murs ni àdhuc els de la comitiva del rei i un reguitzell amb menor importància, eren d'altres franquícies.
Els països constituïts en estat tenien també els seus i els reis, en la seva coronació, juraven respectar-los. El dret d'asil era una franquícia que pertanyia a certs llocs consagrats. El clergat tenia també les seves i especialment el famós benefici clerical, pel qual tot clergue o home de lletres no podia ésser jutjat sinó era en presència dels tribunals eclesiàstics. Els ambaixadors gaudien també de certes franquícies.
Però el règim de les franquícies va cessar arreu dels països lliures des que la llibertat va ser declarada de dret comú amb la Revolució Francesa La igualtat davant la llei va ser establerta per a les persones i per a les terres.